# Балаклавское рудоуправление
Балаклавское рудоуправление (укр. Балаклавське рудоуправління) — предприятие по добыче и переработке флюсовых известняков на базе Балаклавского месторождения Крыма, недалеко от Балаклавы.

## История

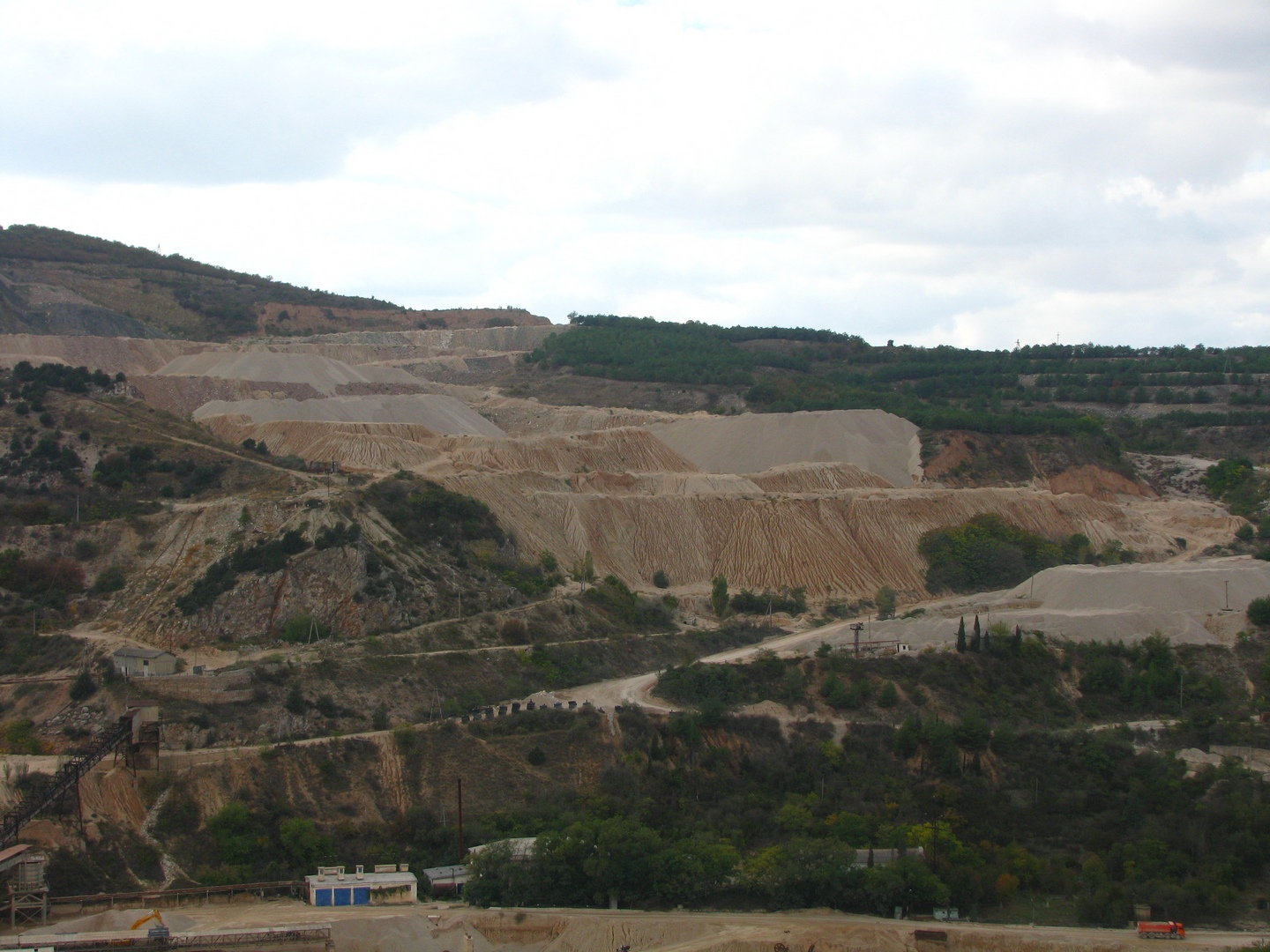
Карьерные отвалы

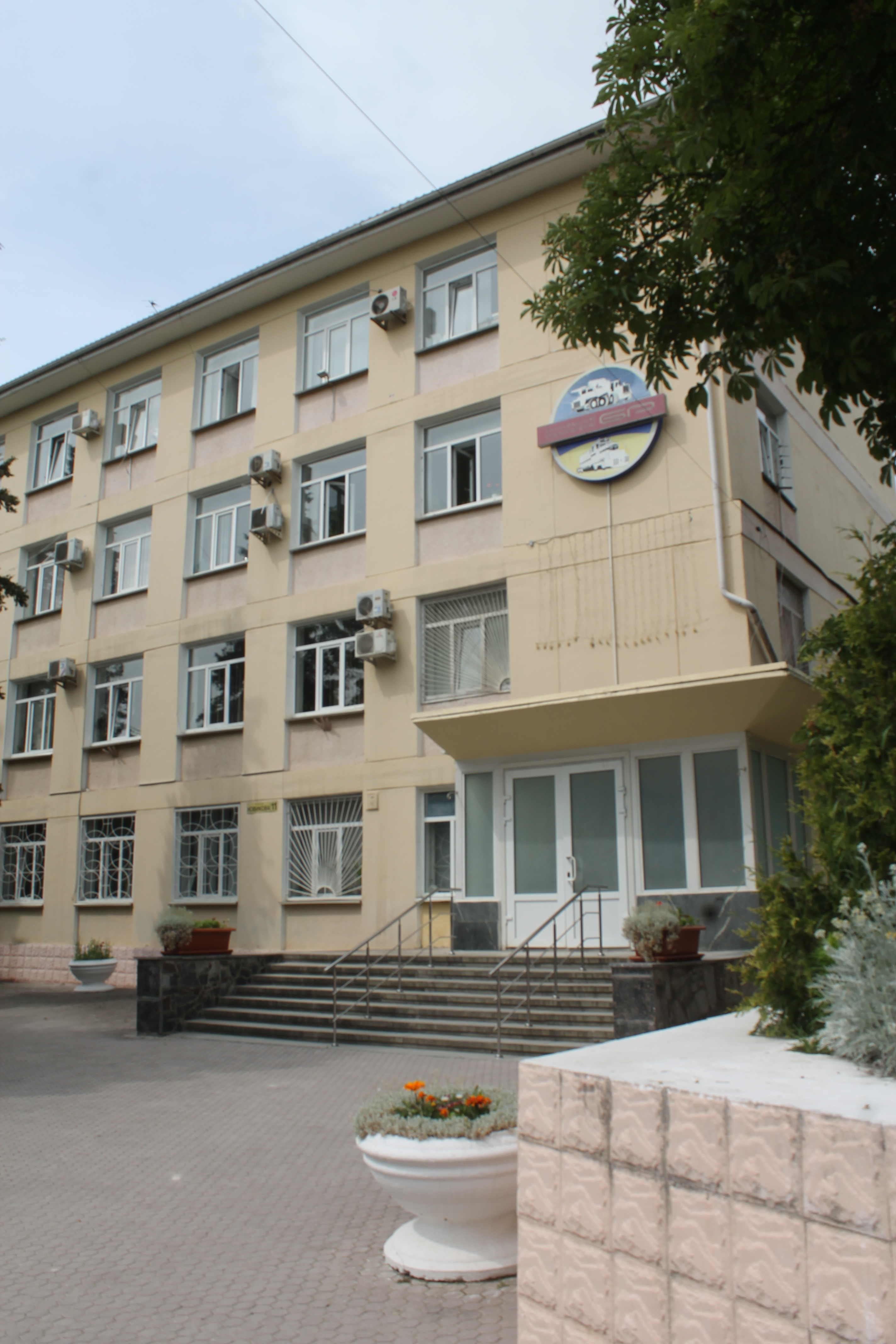
Здание рудоуправления

Промышленная разработка начата в 1933 г. Керченским металлургическим заводом.

## Характеристика
Месторождение расположено в юго-западной части Крымских гор, сложенный карбонатными отложениями верхнеюрских слоёв мощностью до 1200 г. Площадь месторождения разбита тектоническими нарушениями (сбросы, отложения) на отдельные блоки, в пределах которых разведано пять участков. Общие запасы известняка около 650 млн т (кондиционные известняки — 85,1 %, в том числе флюсу — 68,1 %).

## Технология разработки
Включает карьеры, обогатительные фабрики, ремонтно-механические цеха и др.
Работают 2 карьеры (2000): Псилерахский и Западно-Кадыковский, которые имеют производственные мощности соответственно 4,5 и 2,6 млн т/год. Добыча породы скважинными зарядами, выемка — экскаваторами, транспортировка — автосамосвалами. Доставка известняка к Балаклавской обогатительной фабрике осуществляется конвейерной линией (дл. 1100м). Обогащение известняков — в многосекционных промывных машинах. Балаклавское рудоуправление производит флюсовый известняк и щебень для строительных работ.

## Сбыт продукции
Предприятие поставляет известняки на Крымский содовый завод и Абинский электрометаллургический завод.